# 和庄镇 (新郑市)
和庄镇，是中华人民共和国河南省郑州市新郑市下辖的一个乡镇级行政单位。

## 行政区划
和庄镇下辖以下地区：
任庄村、付庄村、郑庄村、小连楼村、陆庄村、杜楼村、穆庄村、香坊吴村、小岗王村、老庄刘村、陶庄村、歹庄村、河赵村、坡刘村、尹庄村、杨家寨村、东高村、西高村、崔黄庄村和韩庄村。